# Epidavros (gemeente)
Epidavros (Grieks: Επίδαυρος) is sedert 2011 een fusiegemeente (dimos) in de Griekse bestuurlijke regio (periferia) Peloponnesos.
De twee deelgemeenten (dimotiki enotita) van de fusiegemeente zijn:
- Asklipeio (Ασκληπειο)
- Epidavros (Επίδαυρος).

In de deelgemeente Epidavros bevindt zich het heiligdom van Asklepios, werelderfgoed.